# Cyril Ramaphosa
Matamela Cyril Ramaphosa [ramaˈpʰɔ⁠sa] (Soweto, 17 de novembre de 1952) és un estadista sud-africà, president de la república de Sud-àfrica des del 14 de febrer de 2018.
Sindicalista i empresari, va ser vicepresident de la República de Sud-àfrica de 2014 a 2018. Elegit president del Congrés Nacional Africà (ANC) l'any 2017, arriba a president de la República l'any 2018, després de la dimissió de Jacob Zuma, processat per corrupció, frau, extorsió i blanqueig de capitals. Fou elegit president de la Unió africana l'any 2020.

## Biografia

### Orígens, joventut i formació
Matamela Cyril Ramaphosa va néixer l'any 1952 a Johannesburg al Western Nativa Township, en una família modesta originària del Venda, d'un pare policia i d'una mare mestressa de casa. Quan és encara nen, el barri és arrasat i la seva família reallotjada a Soweto. Cyril Ramaphosa passa així la seva infantesa al barri de Tswhiahelo, entre els membres de la comunitat Venda.
Amb 20 anys, entra a la universitat del Nord per estudiar dret. S'uneix a l'Organització d'estudiants sud-africans (SASO), i és detingut l'any 1974. Queda empresonat durant onze mesos, i de nou l'any 1976, després de les protestes de Soweto.

### Sindicalisme i entrada en política
Acaba els seus estudis d'advocat a la universitat de Sud-àfrica l'any 1981, i és contractat pel Consell dels sindicats sud-africans (CUSA) com a conseller jurídic. L'any 1982, es converteix en el secretari general del Sindicat nacional dels miners (NUM), creat feia poc, i és en aquest lloc en el moment de les vagues de 1987, les més grans de la història del país.
Molt respectat com a negociador hàbil i estrateg temible, va tenir un paper crucial en les negociacions de començaments dels anys 1990 per arribar a una sortida pacífica a l'apartheid i orientar el país cap a les eleccions sud-africanes de 1994 amb sufragi universal a l'abril de 1994. El 24 de maig de 1994 es elegit president de l'Assemblea constituent.
Vigila la redacció de la constitució admesa l'any 1996 L'any 1997, perd les primàries de l'ANC enfront de Thabo Mbeki, mentre que un temps és considerat com el dofí de Mandela, i rebutja la plaça de ministre d'Afers estrangers al govern de Mandela. Comença llavors una travessa pel desert polític.

### Carrera en el sector privat
Convertit en un home de negocis, és considerat com un autodidacta que ha sabut prosperar després de la instauració de la política de discriminació positiva a favor dels negres als anys 1990. A la direcció del fons d'inversió Shanduka, agafa participacions variades, sobretot a les mines, al sector l'immobiliari, i a les cadenes sud-africanes de McDonald's i Coca-Cola. L'any 2005, segons la revista Forbes, és la 42a més gran fortuna del continent, amb un capital estimat de prop de 450 milions de dòlars.
L'any 2012, mentre que és al consell d'administració de la mina de Marikana, és favorable a la intervenció de les forces de l'ordre quan esclata una vaga, fent 34 morts entre els miners. Blanquejat per una comissió d'investigació, presenta les seves excuses l'any 2017 pel seu paper en aquest drama

### Tornada a la vida política
Al desembre de 2012, torna a la política convertint-se en vicepresident del Congrés Nacional Africà (ANC).

#### Vicepresident de la República (2014-2018)
Accedeix a la vicepresidència de la República de Sud-àfrica el 3 de juny de 2014.
El 18 de desembre de 2017, és elegit president de l'ANC amb 2.440 sufragis, contra 2.261 per la seva rival, Nkosazana Dlamini-Zuma (exdona de Jacob Zuma i expresidenta de la comissió de la Unió africana). Capitalista i pragmàtic, s'ha oposat a la visió radical i panafricana del seu adversari. Per lluitar contra les desigualtats, vol fer la universitat gratuïta per als més pobres. Aquesta victòria és considerada, pel pes de l'ANC al país, com un passeig cap a la propera elecció presidencial, l'any 2019. La situació de l'ANC és tanmateix complicada, havent perdut ciutats importants en les últimes eleccions locals, mentre que el president de la República Jacob Zuma és tocat per afers de corrupció, amb l'atur que arriba al 30 % i amb les desigualtats socials escandaloses.

#### President de la República (des de 2018)
A començaments de febrer de 2018, hi ha negociacions es entre l'ANC i Jacob Zuma per la dimissió d'aquest en benefici de Cyril Ramaphosa. Zuma, després de ser inicialment rebutjat, accepta finalment dimitir el 14 de febrer de 2018, després d'haver estat amenaçat de destitució, i Ramaphosa el succeeix com president de la República interinament. El 15 de febrer de 2018, les Corts Generals trien formalment Cyril Ramaphosa president de la República.
Mentre que Cyril Ramaphosa crida a una reforma agrària « radical », les Corts Generals adopten a finals de febrer de 2018, per molt amplia majoria, un projecte de llei que preveu l'expropiació sense compensació de terres agrícoles pertanyents a grangers blancs. L'ANC va justificar aquesta mesura per la seva voluntat de « corregir les desigualtats » heretades de l'apartheid – l'any 2018, el 72 % de les granges pertanyen a un 8 % de grangers blancs. Una part de l'oposició invoca una violació del Dret a la propietat, mentre els inversors i el South African Institute of Race Relations declaren témer que aquesta reforma no mini l'agricultura comercial i no provoqui una crisi durable com va passar a Zimbàbue després de l'expropiació de grangers blancs l'any 2000. En aquest context, i mentre desenes de grangers blancs han estat morts i centenars d'altres atacats entre abril 2016 i març 2017, Austràlia proposa d'acollir els Blancs assetjats.
Cyril Ramaphosa anuncia l'agost de 2018 de suspendre el programa controvertit de reactivació del parc nuclear civil, i privilegiar les energies renovables per sortir de la dependència de Sud-àfrica del carbó No posa en qüestió la política econòmica liberal de Jacob Zuma.
És reelegit cap d'Estat el 22 de maig de 2019, després d'unes eleccions generals en les quals l'ANC ha obtingut el més fluix resultat de la seva història (57,5 %), segons les previsions : el partit paga els escàndols de l'era Zuma, el seu predecessor.
Es va obrir una investigació per una contribució que va rebre d'una empresa en la seva campanya per la presidència de l'ANC l'any 2017. S'ha d'enfrontar igualment a una oposició interna en el si de l'ANC, amb un clan encara fidel a Jacob Zuma, com el secretari general del ANC, Ace Magashule, i la seva adjunta, Jessie Duarte.
El 10 de febrer de 2020, Cyril Ramaphosa pren el relleu de la presidència de la Unió Africana, succeint Abdelfatah al-Sisi. A les eleccions municipals de 2021, el Congrés Nacional Africà va rebre menys del 50% dels vots per primera vegada a tot el país en cap elecció des del final de l'apartheid. Va haver de fer front a les protestes de 2021 a Sud-àfrica en resposta a l'empresonament de Jacob Zuma, que van provocar la mort de 354 persones i la detenció de 5.500, en els aldarulls més importants des del final de l'Apartheid.
A les legislatives de 2024, el CNA no aconseguí la majoria absoluta dels vots però seguia sent el partit més important, amb el 40,2% dels vots i 159 escons, molt per sota dels 200 necessaris per obtenir la majoria al Parlament de Sud-àfrica de 400 escons. El 14 de juny de 2024, l'ANC, Aliança Democràtica, el principal partit de l'oposició, el Partit Inkatha per la Llibertat (IFP) i Aliança Patriòtica (AP) van reelegir Ramaphosa i acordar un govern d'unitat nacional amb ministeris encapçalats de manera rotatòria, al que es van unir el GOOD poc després de la primera sessió del parlament, el Congrés Panafricanista d'Azània (PAC) el 19, el Freedom Front Plus (FF+) el 20, Moviment Democràtic Unit (MDU) el 21, Rise Mzansi el 22 i Al Jama-ah el 23 de juny. Les negociacions per formació de govern van tensionar l'Aliança Tripartita, i el Partit Comunista de Sud-àfrica va manifestar la seva intenció de presentar-se en solitari en el futur.

## Vida privada
Està casat amb Tshepo Motsepe i té quatre fills.
Cunyat del multimilionari Patrice Motsepe, Cyril Ramaphosa és classificat l'any 2017 per la revista Forbes com un dels homes de negocis més rics del seu país i ha estat d'altra banda el primer multimilionari negre del país.